# Harpactea sanctidomini
Harpactea sanctidomini este o specie de păianjeni din genul Harpactea, familia Dysderidae, descrisă de Gasparo, 1997.
Este endemică în Italia. Conform Catalogue of Life specia Harpactea sanctidomini nu are subspecii cunoscute.